# Georges Matheron
Georges François Paul Marie Matheron (n. 2 decembrie 1930, Paris, Île-de-France, Franța – d. 7 august 2000, Paris, Île-de-France, Franța) a fost un matematician francez și inginer civil de mine, cunoscut drept fondatorul geostatisticii și co-fondator (împreună cu Jean Serra) al morfologiei matematice. În 1968, a creat Centre de Géostatistique et de Morphologie Mathématique la Școala de Mine din Paris din Fontainebleau. 
Matheron a obținut doctoratul în matematică la Universitatea din Paris în 1957 și a început să lucreze la École des Mines de Paris. Acolo a început să dezvolte teoria geostatisticii, care se concentrează pe analiza și interpretarea datelor spațiale cu variabilitate spațială aleatorie.
Lucrările sale majore includ cele referitoare la teoria punctului aleator, modelarea variației spațiale și dezvoltarea kriging-ului, o tehnică de interpolare și estimare a datelor spațiale. De asemenea, Matheron a publicat lucrări în domeniul matematicii aplicate și a avut contribuții semnificative în analiza datelor experimentale în domenii precum ingineria minieră și hidrogeologie.
Georges Matheron a fost recunoscut pe scară largă pentru contribuțiile sale în domeniul geostatisticii și a primit numeroase premii și distincții, inclusiv Medalia Wollaston din partea Societății Geologice din Londra și Medalia de Aur din partea Societății Franceze de Statistică⁠(d).
Lucrarea sa fundamentală este postată pentru studiu și revizuire la Biblioteca online a Centre de Géostatistique, Fontainebleau.